# Las noches de Tefía
Las noches de Tefía és una sèrie de televisió espanyola de 2023 creada per Miguel del Arco per a la plataforma Atresplayer. Miguel del Arco i Antonio Rojano signen el guió i el mateix Miguel del Arco al costat de Rómulo Aguillaume estan al capdavant de la direcció dels capítols. La ficció històrica està ambientada en la Colònia Agrícola Penitenciària de Tefía, un camp de concentració franquista per a rodamons, dissidents, presos comuns i homosexuals a l'illa de Fuerteventura. La sèrie està inspirada en la novel·la Viaje al centro de la infamia de l'escriptor Miguel Ángel Sosa Machín.

## Argument

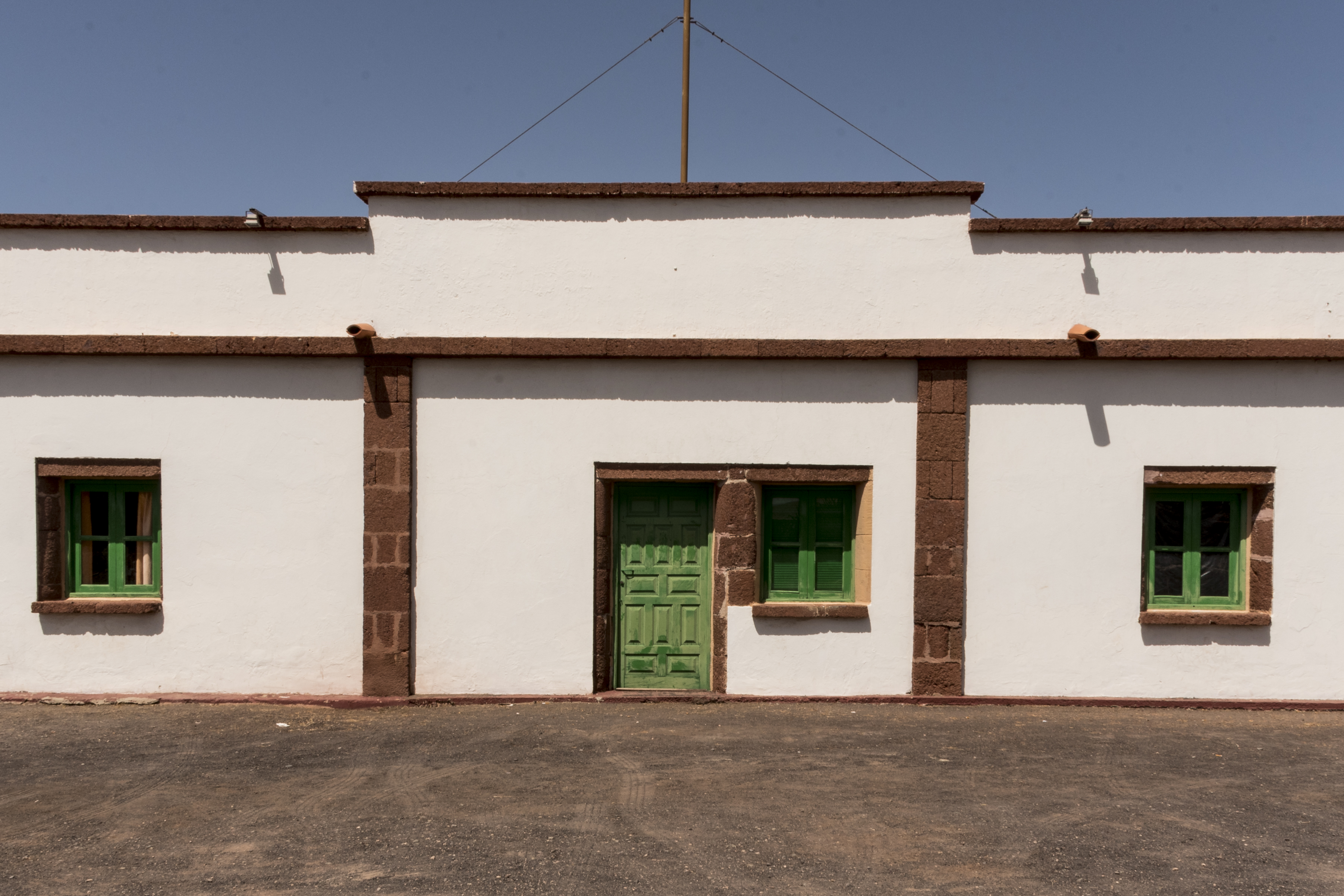
Entrada principal de la Colònia Agrícola Penitenciària de Tefía

Narrada a partir del relat d'un vell Airam Betancor en 2004, la trama aprofundeix en la repressió i els abusos però també en la companyonia que va viure allà pels anys 1960 en la Colònia Agrícola Penitenciària de Tefía, un camp de concentració franquista per a la reeducació d'homosexuals en Fuerteventura, en les Illes Canàries.

## Repartiment
El repartiment està format per:
- Marcos Ruiz com Airam Betancor (jove) / La Bambi[2]
- Patrick Criado com Manuel Flores (jove) / La Vespa
- Miquel Fernández com Charli
- Roberto Álamo com Rafael Robles / La Viga
- Luifer Rodríguez com La Pinito
- Ciro Miró com Carlavilla
- Jorge Yumar com Perico
- Mingo Ávila com La Rata
- Jorge Perugorría como Airam Betancor (ancià)[2]
- Raúl Prieto com Juan Borriel "Boncho"
- Israel Elejalde com Don Anselmo
- Javier Ruesga com La Sissi (jove)
- Carolina Yuste com Nisa
- Jorge Usón com Conde Fénix
- José Luis de Madariaga com La Vespa
- José Luis García Pérez com El Andaluz
- Ana Wagener com Águeda
- Celeste González com La Sissi
- Horacio Colomé com Carlos
- Maykol Hernández com Miguel
- Isaac dos Santos com Caranabo
- José Gimeno com Don Bernabé
- Elisa Cano com Nisa

## Capítols
| Núm. | Títol              | Direcció                                      | Guió                             | Data d'emissió original |
| ---- | ------------------ | --------------------------------------------- | -------------------------------- | ----------------------- |
| 1    | «Tindaya»          | Miguel del Arco Codirector: Rómulo Aguillaume | Miguel del Arco                  | 25 de juny de 2023      |
| 2    | «Nisa»             | Miguel del Arco Codirector: Rómulo Aguillaume | Miguel del Arco                  | 25 de juny de 2023      |
| 3    | «Mafasca»          | Miguel del Arco Codirector: Rómulo Aguillaume | Miguel del Arco i Antonio Rojano | 2 de juliol de 2023     |
| 4    | «Trampantojo»      | Miguel del Arco Codirector: Rómulo Aguillaume | Miguel del Arco i Antonio Rojano | 9 de juliol de 2023     |
| 5    | «Forte Imaginatio» | Miguel del Arco Codirector: Rómulo Aguillaume | Miguel del Arco i Antonio Rojano | 16 de juliol de 2023    |
| 6    | «Ilusiones»        | Miguel del Arco Codirector: Rómulo Aguillaume | Miguel del Arco i Antonio Rojano | 23 de juliol de 2023    |

## Producció
La sèrie ha estat produïda per Buendía Estudios juntament amb Atresmedia.

## Llançament
Els dos primers capítols van ser preestrenats al Cine Albéniz, dins de la secció 'Pantalla TV' del 26 Festival de Cinema de Màlaga. La sèrie va ser estrenada, el 25 de juny de 2023, a través d’Atresplayer Premium.

## Premis i nominacions
La sèrie ha estat nominada a quatre Premis Iris en la seva convocatòria de 2023: Millor Ficció, Millor Guió de Ficció (Miguel del Arco i Antonio Rojano), Millor Producció i Millor Actor (Patrick Criado). Patrick Criado va guanyar el premi al millor intèrpret masculí en ficció als Premis Ondas 2023.